# 吳夏榮
吳夏榮（：／ Oh Ha Young；1996年7月19日—），韓國女歌手，是韓國女子組合Apink成員，隊內擔任副唱及忙內。
她出生於大韓民國首爾特別市江西區禾谷洞後來在Cube娛樂的選秀中入選，經歷了一年半的練習生生活後成為了Apink的成員，並與成員孫娜恩、洪瑜暻、金南珠一起就讀首爾公演藝術高等學校，於2015年畢業，也與GFRIEND的Yerin及Red Velvet的Joy為同年畢業的同校同學，出道至今亦為圈內好友，暱稱為「96line」。

2019年8月21日以個人歌手身分出道，推出首張個人專輯《OH!》。
2020年5月28日，開設個人YouTube頻道《오하빵》（Ohhabbang），個人粉絲稱為Bbangda。

## 音樂作品

### 合作歌曲
| 日期          | 歌曲名稱                 | 收錄專輯                                   | 合作歌手                                                 |
| ------------- | ------------------------ | ------------------------------------------ | -------------------------------------------------------- |
| 2014年7月30日 | 《The Best Thing I Did》 | 《The Best Thing I Did》                   | Jiggy Dogg                                               |
| 2020年9月1日  | 《With A Song》          | 《With A Song》                            | JeA（Brown Eyed Girls）、Cheetah、徐恩光（BTOB）、朴載正 |
| 2020年9月21日 | 《드레썹》               | 《Primary Presents PAKTORY MIXTAPE VOL.4》 | Kriz                                                     |

### 詞曲作品
| 日期           | 歌曲名稱            | 收錄專輯        | 演唱歌手       | 填詞                  |
| -------------- | ------------------- | --------------- | -------------- | --------------------- |
| 2015年7月16日  | What A Boy Wants    | 《Pink MEMORY》 | Apink          | （與AK 47）           |
| 2016年12月15日 | It's You            | 《Dear》        | 鄭恩地、吳夏榮 | （與鄭恩地（Apink）） |
| 2019年8月21日  | Worry About Nothing | 《OH!》         | 吳夏榮         |                       |

### 迷你專輯
- 2019年8月21日：《OH!》

### 原聲帶
| 日期         | 專輯                          | 歌曲      |
| 2020年5月7日 | KBS2《靈魂維修工 OST Part 1》 | It's Fine |

## 影視作品

### 網絡劇
- 2017年：KBS2《找到那女人吧》飾演 高夏榮（配角）
- 2018年：Naver TV、Vlive《愛情，在記憶中停留》飾演 劉夏莉（女主角）
- 2018年：Naver TV、Vlive《愛情，在時間中停留》飾演 劉夏莉（女主角）
- 2021年：미니시리즈 ON 《戀愛起始點》飾演 崔秀妍（女主角）

### 音樂錄影帶
| 年份   | 歌曲名稱        | 歌手   | 備註                                                    |
| 2010年 | 《Beautiful》   | BEAST  | 與朴初瓏、尹普美、孫娜恩、洪瑜暻、金南珠（Apink）       |
| 2012年 | 《May Day》     | Mario  | 與許閣、朴初瓏、尹普美、孫娜恩、洪瑜暻、金南珠（Apink） |
| 2013年 | 《1440》        | 許閣   |                                                         |
| 2013年 | 《緊緊》        | 申寶拉 |                                                         |
| 2017年 | 《Remember Me》 | VICTON |                                                         |

### 節目主持
| 日期                                              | 電視台     | 節目名稱           | 備注                                      |
| ------------------------------------------------- | ---------- | ------------------ | ----------------------------------------- |
| 2014年7月16日、8月6日、12月10、17日 2015年2月18日 | MBC every1 | 《Weekly Idol》    | 客席主持                                  |
| 2015年7月25日                                     | MBC        | 《Show! 音樂中心》 | 客席主持（與陸星材（BTOB））              |
| 2015年8月5日                                      | MBC Music  | 《Show Champion》  | 客席主持（與朴初瓏（Apink））             |
| 2015年9月2日－2016年3月23日                       | MBC every1 | 《Weekly Idol》    | 與鄭亨敦、Defconn、珉娥（AOA）、N（VIXX） |
| 2016年4月21日                                     | K-STAR     | 《食神之路2 LIVE》 | 客席主持                                  |
| 2017年9月16日、23日                               | KBS        | 《Battle Trip》    | 客席主持                                  |
| 2019年12月5日–                                    | SBS PLUS   | 《Why Not?》       | 主持                                      |

### 綜藝節目
2011年
- KBS2《百分滿分－全國偶像運動會》嘉賓（與朴初瓏（Apink）、尹普美（Apink）、洪瑜暻（Apink），5月28日）[註 1]
- SBS TV《挑戰千曲》嘉賓（與尹普美（Apink）、鄭恩地（Apink）、孫娜恩（Apink）、金南珠（Apink），6月5日）

2012年
- MBC《2012 偶像明星運動會》（與尹普美（Apink）、鄭恩地（Apink）、金南珠（Apink），1月22日）
- QTV《4minute's Travel Maker》嘉賓（與朴初瓏（Apink）、尹普美（Apink）、金南珠（Apink）、洪瑜暻（Apink），8月22日）
- MBC《中秋特辑：Miss & Mr. Idol Korea選拔大會》嘉賓（與朴初瓏（Apink）、鄭恩地（Apink）等[註 2]，10月1日）

2013年
- SBS《驚人的大會-Star King》嘉賓（與尹普美（Apink）、鄭恩地（Apink），7月27日、8月3日）

2014年
- MBC《新春特輯：明星相似最強戰》嘉賓（與鄭恩地（Apink）、金南珠（Apink），1月30日）
- SBS TV《挑戰千曲》（與尹普美（Apink）、鄭恩地（Apink）、金南珠（Apink），3月2日）
- Mnet《披頭士密碼》嘉賓（與朴初瓏（Apink）、鄭恩地（Apink）、孫娜恩（Apink）、金南珠（Apink），4月15日）
- MBC every1《一週的偶像 三周年特輯》（與尹普美（Apink）、金南珠（Apink）、BTOB，7月23日）
- KBS2《維他命（朝鲜语：비타민 (텔레비전 프로그램)）》嘉賓（與尹普美（Apink），12月10日）
- SBS《Oh! My Baby（朝鲜语：오! 마이 베이비）》嘉賓（與尹普美（Apink）、鄭恩地（Apink）、金南珠（Apink），12月13、20日）

2015年
- KBS2《大國民Talk Show-你好》嘉賓（與鄭恩地（Apink）、李尚勳（朝鲜语：이상훈 (희극인)）、宋榮吉（朝鲜语：송영길 (1984년)），7月27日）
- KBS2《維他命》嘉賓（與尹普美（Apink）、金正珉（朝鲜语：김정민 (1989년)）、蔡妍、李胤錫（朝鲜语：이윤석 (희극인)），8月5日）
- KBS2《大國民Talk Show-你好》嘉賓（與李尚勳、金智珉（朝鲜语：김지민 (희극인)）、Eric Nam，12月28日）

2016年
- JTBC《隱藏歌手》嘉賓（與尹普美（Apink），1月2、9日）
- SBS《叢林的法則》嘉賓（與崔松賢、金智珉、素珍（Girl's Day）、崔允英、康男（M.I.B），5月6日－6月3日）
- SBS《星期天真好－Fantastic Duo：我手中的歌手》客串（與金南珠（Apink），5月15、22日）
- MBC《中秋特輯：2016偶像明星田徑韻律體操室內五人制足球射箭錦標賽》嘉賓（與尹普美（Apink）、金南珠（Apink），9月15日）
- SBS《花樣旅行》嘉賓（與鄭恩地（Apink），10月3、10日）
- KBS2《Trick & True》嘉賓（與鄭恩地（Apink），11月9、16日）
- SBS《白種元的3大天王》嘉賓（與鄭恩地（Apink），11月12日）

2017年
- SBS《Scene Stealer電視劇戰爭》嘉賓（與鄭恩地（Apink），1月30日）
- MBC《我們結婚了》嘉賓（與朴初瓏、鄭恩地、金南珠 (Apink），2月4、11日）
- C'TIME（朝鲜语：C` TIME）《Beauty士官學校》嘉賓（3月9日）
- MBC 《隱秘而偉大》嘉賓（與許閣、鄭恩地（Apink），4月23日）
- XTM 《GAMEMANLAB》嘉賓 （6月16日）
- SBS 《星期天真好－Running Man》嘉賓 （與孫娜恩（Apink） 6月25日、7月2日）
- MBC 《神秘音樂秀：蒙面歌王》嘉賓（7月9日）
- SBS 《Game show遊戲樂樂》固定嘉賓（7月22日-12月16日）
- KBS2《Battle Trip》嘉賓（與朴初瓏（Apink），12月2、9日）

2018年
- MBC《偶像明星運動會》（春節特輯）嘉賓（與尹普美（Apink），2月16日）
- JTBC《秘密姐姐》固定嘉賓（與孝淵，7月27日、8月3日、8月10日、8月17日、8月24日、8月31日、9月7日）
- Lifetime《睡衣朋友》代班主持 (與宋智孝、張允珠、Joy，10月13、20日）

2019年
- Dingo Movie《Dingcha Dingcha(딩차딩차)》嘉賓（7月30日）
- Mnet《不是你所認識的我V2》嘉賓（與朴初瓏（Apink）、尹普美（Apink）等，8月15日)
- Jamfully《Insane Quiz season 2》嘉賓（與朴初瓏（Apink），8月24日、31日）
- TVN 《Player》嘉賓 (8月25日，9月1日）
- Channel A《Eye Contact》嘉賓（8月26日）
- JTBC《Idol Room》嘉賓（與朴初瓏、鄭恩地、金南珠（Apink））（8月27日）
- Mnet《TMI News》嘉賓（與崔秉燦（VICTON），8月28日）
- MBC《神秘音樂秀：蒙面歌王》藝人評審團（與尹普美（Apink），10月6日–10月13日）
- 歷史頻道《Brain-fficial（英语：Brain-fficial）》嘉賓（10月30日）
- 1thek《CooKAARH PUB》嘉賓（與尹普美（Apink）、P.O（Block B）、U-Kwon（Block B），11月28日）
- MBC《大韓外國人》嘉賓（12月25日）
- Youtube《LEGEND CLUB：希澈神童的網咖》嘉賓（12月31日-1月9日）

2020年
- tvN《看見你的聲音》嘉賓（與Apink全員，2月7日）
- SBS《我家的熊孩子》嘉賓（與朴初瓏、尹普美、孫娜恩、金南珠、金鐘國、梁世燦，3月22日）
- TVChosun《妻子的味道（朝鲜语：세상 어디에도 없는, 아내의 맛）》嘉賓（4月14日）
- KBS2《狗狗很優秀》嘉賓（與鄭恩地，5月11日）

2024年
- SBS 《Running Man》嘉賓 （3月24日）

## 獲獎紀錄

#### 主要音樂節目榜單排名
| 主打歌曲排名成績      | 主打歌曲排名成績    | 主打歌曲排名成績      | 主打歌曲排名成績    | 主打歌曲排名成績       | 主打歌曲排名成績 | 主打歌曲排名成績            | 主打歌曲排名成績     | 主打歌曲排名成績 |
| 專輯                  | 歌曲                | Mnet 《M! Countdown》 | KBS2 《Music Bank》 | MBC 《Show! 音樂中心》 | SBS 《人氣歌謠》 | MBC Music 《Show Champion》 | SBS MTV 《THE SHOW》 | 備註             |
| 2019年                | 2019年              | 2019年                | 2019年              | 2019年                 | 2019年           | 2019年                      | 2019年               | 2019年           |
| --------------------- | ------------------- | --------------------- | ------------------- | ---------------------- | ---------------- | --------------------------- | -------------------- | ---------------- |
| OH!                   | Don't Make Me Laugh | 6                     | /                   | /                      | /                | /                           | 3                    | SOLO出道         |
| \| - 「*」：打榜中 \| |                     |                       |                     |                        |                  |                             |                      |                  |
| - 「*」：打榜中       |                     |                       |                     |                        |                  |                             |                      |                  |

| 各台冠軍歌曲統計 | 各台冠軍歌曲統計 | 各台冠軍歌曲統計 | 各台冠軍歌曲統計 | 各台冠軍歌曲統計 | 各台冠軍歌曲統計 |
| Mnet             | KBS2             | MBC              | SBS              | MBC Music        | SBS MTV          |
| ---------------- | ---------------- | ---------------- | ---------------- | ---------------- | ---------------- |
| 0                | 0                | 0                | 0                | 0                | 0                |
| 一位次數：0      |                  |                  |                  |                  |                  |

#### 其他獲獎紀錄
- 2018年韓國MyRank網站「忙內美爆棚女偶像」票選  第一名[14]

## 備註

## 外部連結
- 吳夏榮的X（前Twitter）
- 吳夏榮的Instagram帳戶
- 吳夏榮的新浪微博（中文）
- YouTube上的吳夏榮頻道